# Сиддхи
Си́ддхи (санскр. सिद्धिः, IAST: siddhiḥ — букв. «достижение») — термин в индуизме, буддизме и в учениях нью-эйдж, обозначающий сверхъестественные силы, возможности, развитые благодаря духовным практикам; способность творить чудеса. Обычно этот термин встречается в литературе по йоге и буддизму Ваджраяны. Учение об этих совершенствах излагается в «Ваю-пуране» и особенно в «Маркандея-пуране».
В раннем буддизме термину «сиддхи» соответствовал термин «абхиджна», с которым связывались чудотворные способности, такие как возможность путешествовать на любые расстояния, знать мысли других людей и т. д.
Сиддхами (махасиддхами) в индуизме и буддизме также называют людей достигших в процессе психопрактик сверхспособностей.
Имя Будды Сиддхартхи Гаутамы Шакьямуни -  «Сиддхартха» содержит слово «сиддхи» и означает «Тот, кто достигает своей жизненной цели».

## Примеры
Божественное око (санкср. -дивьячакшус), божественное ухо (санскр. - дивьяшротра); знание чужих мыслей (санскр. - парачиттаджняна).
Ясновидение, яснослышание, телепатия, осведомленность о будущем (или прошлом), совершенная интуиция, способность быстро перемещаться на большие расстояния, телепортация, становиться невидимым по своему желанию, обходиться без сна, задерживать дыхание и сердцебиение на долгое время (неделями), обходиться без еды и воды, являть себя одновременно в двух и более разных местах, лечить болезни, воскрешать, способность материализовывать предметы, направлять события в нужное русло и др.
Все примеры можно свести к восьми классическим сиддхи (санскр. - ашта-сиддхи):
- анима — умение становиться маленьким, как атом;
- махима — умение становиться бесконечно большим;
- лагхима — сверхлегкость, левитация;
- прапти — способность к расширению, вездесущности;
- пракамья — осуществление желаний;
- вашитва — управление природными силами;
- ишитва — превосходство над природой;
- кама-авасайитва — полная удовлетворенность.

## Развитие сиддхи
Обычно сиддхи являются «побочным продуктом» совершенной йогической практики (частью самосознания человека на пути к самадхи), но существуют специальные техники для развития той или иной способности. Рассматривая сиддхи как побочный продукт медитации и праведного образа жизни, буддийские и индуистские гуру рекомендуют не привязываться к ним, чтобы не начать взращивать "эго".

## Сиддхи и духовный рост
Духовные учителя предостерегают об опасности злоупотребления сиддхами и указывают на то, что духовный рост (просветление) гораздо важнее.
В Индии есть знаменитая история про двух братьев, она содержится в одной из книг Бхагаван Ошо Раджниша (и в других источниках):
«Старший брат оставил дом и молился в лесу очень интенсивно. Через двенадцать лет он вернулся домой.
Младший брат был рад увидеть его и попросил: „Пожалуйста, покажи мне некоторые оккультные силы. Ты практиковал йогу двенадцать долгих лет, тогда как я вел обычную жизнь. Покажи мне, чего ты достиг“. Старший сказал: „Пойдём со мной“.
Оба брата вышли из деревни и спустились к реке. На берегу реки старший брат сел и вошёл в глубокую медитацию. Через некоторое время он встал и пошёл через реку по поверхности воды.
Младший брат тут же позвал перевозчика, дал ему анну (мелкую монету) и быстро пересек реку. Когда братья встретились, младший сказал: „Ты потратил двенадцать лет на то, что я могу сделать за пять минут? Это и есть результат твоих лет духовной дисциплины и суровой жизни? Стыд, стыд!“
Старший брат понял, что он глупо потратил время. Он опять ушёл из дома, чтобы в этот раз вдохновляться только Светом, Истиной и Богом».
«Самореализация находится за пределами всяких сиддхи (сверхъестественных сил). Если вы просите Бога только о сиддхи, тогда это всё равно что стараться изо всех сил добраться до царского двора и попросить о нескольких ягодах крыжовника, когда вы собираетесь встретиться с царём» (Раджниш, 1983).
В некоторых школах сиддхи делят на два вида: производные (кальпита) и непроизводные (акальпита). Производные сиддхи достигаются при помощи различных ритуалов, благодаря времени или месту. Такие сиддхи ограничены по силе и не вечны. Непроизводные сиддхи проявляются спонтанно и естественно благодаря пребыванию в единении с собственным атманом.

## Махасиддхи
Наиболее известны имена Бабаджи Нагараджа, Тирумулара, Патанджали, Горакшанатх (индуистские махасиддхи, Горакшанатх считается также и буддийским (ваджраяна) махасиддхом), а также Нагарджуны, Тилопы, Наропы, Марпы и Миларепы (махасиддхи тантрического буддизма).
В известном трактате «Хатха-йога-прадипика» приводится цепь преемственности от Шивы — через других махасиддх — к автору трактата по хатха-йоге:
Шри Адинатх (Махадэв Шива),
Матсиендра,
Шабара,
Анандабхайрава,
Чауранджи (Чауранги),
Мина (Минапа),
Горакша,
Вирупакша,
Вилешайя,
Мантхана,
Бхайрава,
Сиддхи,
Буддха,
Кантхади,
Корантака,
Сурананда,
Сиддхипада,
Чарапати,
Канери,
Пуджьяпада,
Нитьянатх,
Нираньян,
Капали,
Биндунатх,
Какачандишвара,
Аллата,
Прабхудева,
Гходачоли,
Тинтини,
Бхануки,
Нарадева,
Кханда,
Капалика.

## Сиддхи в индуизме
В Шива-сутре сиддхи описаны как:
सिद्धः स्वतन्त्रभावः ॥ Сиддха — это состояние свободы выбора.

## Сиддхи в джайнизме
Согласно джайнизму есть два вида одушевлённых существ: первые — сансарины (подвержены страданиям и привязаны к материальному миру), вторые — сиддхи, которые избавились от уз сансары, они лишены пространственно-временного местоположения и испытывают только блаженство чистого сознания.